# Левомилнаципран

Химическая структура левомилнаципрана

Левомилнаципран (торговое название — Fetzima) — лекарственное средство, антидепрессант группы селективных ингибиторов обратного захвата серотонина и норадреналина (СИОЗСН). Представляет собой левовращающий энантиомер антидепрессанта милнаципрана.

## Фармакологические показатели

### Фармакодинамика
Левомилнаципран, как и милнаципран, отличается от других СИОЗСН более сбалансированным ингибированием транспортеров серотонина и норадреналина. Так, соотношение концентраций полумаксимального ингибирования (IC50) транспортеров SERT и NET для венлафаксина составляет 30:1, для дулоксетина — 10:1, для десвенлафаксина — 14:1, для милнаципрана 1.6:1, для левомилнаципрана — 1:2.

## Побочные эффекты
Левомилнаципран чаще, чем плацебо, вызывает тошноту, головокружение, повышенное потоотделение, запоры, бессонницу, повышение пульса и артериального давления, затруднения с началом мочеиспускания, эректильную дисфункцию, задержку эякуляции, а также рвоту и выраженное сердцебиение.

## История
Левомилнаципран был впервые одобрен к применению в США в 2013 году.